# Clayton Rawson
Clayton Rawson, född 15 augusti 1906, död 1 mars 1971, var en amerikansk deckarförfattare, redaktör för deckartidningar och illusionist.
Rawson var en deckarförfattare från den gyllene eran på 1930-talet tillsammans med bland andra Agatha Christie och Ellery Queen. Hans första bok Death in a Top Hat utkom 1938.. Rawsons variationer av främst det låsta rummets mysterium kan jämföras med John Dickson Carrs och de blev nära vänner och bytte ofta  problem och lösningar med varandra.
Rawsons problemlösare illusionisten Merlini, figurerar i fyra romaner och tolv noveller, och åtföljs i allmänhet av berättaren Max Harte och den argsinte poliskommissarien Homer Gavigan. Rawson skrev fyra långnoveller, under pseudonymen Stuart Towne, om en annan problemlösare, magikern Don Diavolo. En samling med dessa, samt fem andra noveller skrivna under samma pseudonym, utkom 2004 utgiven under Rawsons eget namn.

### Romaner
Om Merlini :
- Death From a Top Hat, 1938[5] (Mord i hög hatt)
- The Footprints on the Ceiling, 1939 (Fotsteg i taket)
- The Headless Lady, 1940 (Hokus pokus)
- No Coffin For the Corpse, 1942

### Novellsamlingar
- The Great Merlini (1979)
- The Magical Mysteries Of Don Diavolo (2004)

### Övrigt
- The Golden Book of Magic : Amazing Tricks for Young Magicians, 1964 (Den Gyllene Trolleriboken, otroliga tricks för unga trollkarlar)